# Світло у вікні (фільм, 1980)
«Світло у вікні» («Свет в окне») — радянський телефільм 1980 року, знятий режисером Аян Шахмалієвою на кіностудії «Ленфільм».

## Сюжет
За мотивами однойменного нарису Тетяни Тесс. У дівчинки вмирає мама і вона залишається з новонародженою сестричкою та батьком, обидва невтішні у своєму горі. Згодом у будинку з'являється жінка, яка дуже любить її тата і, ймовірно, зможе замінити померлу матір. Але дівчинка сама вміло керується господарством, стежить за сестричкою і не розуміє, навіщо в будинку стороння жінка.

## У ролях
- Юрій Соломін — Володимир Олександрович Єгоров
- Маргарита Сергеєчева — Рита
- Тамара Дегтярьова — Ірина, медсестра
- Людмила Іванова — Євдокія Йосипівна, бабуся Рити
- К. Вольський — Вітя Сидоренко
- Олена Соловей — Наталка
- Олег Пальмов — Ігор
- Валентина Ананьїна — Ірина Петрівна, тренер з плавання
- Ельвіра Колотухіна — няня в будинку малюка
- Алла Мещерякова — лікар педіатр
- Віра Титова — няня у пологовому будинку
- М. Батова — лікар швидкої допомоги
- Надія Михайлова — сусідка Ірини
- Віктор Терехов — чоловік на похороні
- Нора Грякалова — жінка на похороні

## Знімальна група
- Режисер — Аян Шахмалієва
- Сценарист — Марія Звєрєва
- Оператор — Костянтин Рижов
- Композитор — Борис Тищенко
- Художник — Ісаак Каплан